# Соколов, Александр Васильевич (большевик)
Александр Васильевич Соколов (1882—1932) — русский революционер, большевик, советский государственный деятель.

## Биография
Родился в 1882 году.

Информационная табличка в Ростове-на-Дону

Член РСДРП, участник революции 1905 года, в годы Первой мировой войны проводил агитационно-пропагандистскую работу в окопах среди русских солдат.
После Октябрьской революции был председателем Донского областного исполкома и Ростовского городского исполкома, затем — заместителем председателя Северо-Кавказского краевого исполкома. Занимался вопросами снабжения жителей и предприятий города и края — продовольствием и сырьём.
Умер в 1932 году. В этом же году его именем была названа улица (проспект Соколова) Ростова-на-Дону, где установлены соответствующие информационные таблички. До этого проспект назывался «Средний проспект».